# Primula sieboldii
Primula sieboldii är en viveväxtart som beskrevs av Charles Jacques Édouard Morren. Primula sieboldii ingår i släktet vivor, och familjen viveväxter. Inga underarter finns listade i Catalogue of Life.

## Bildgalleri

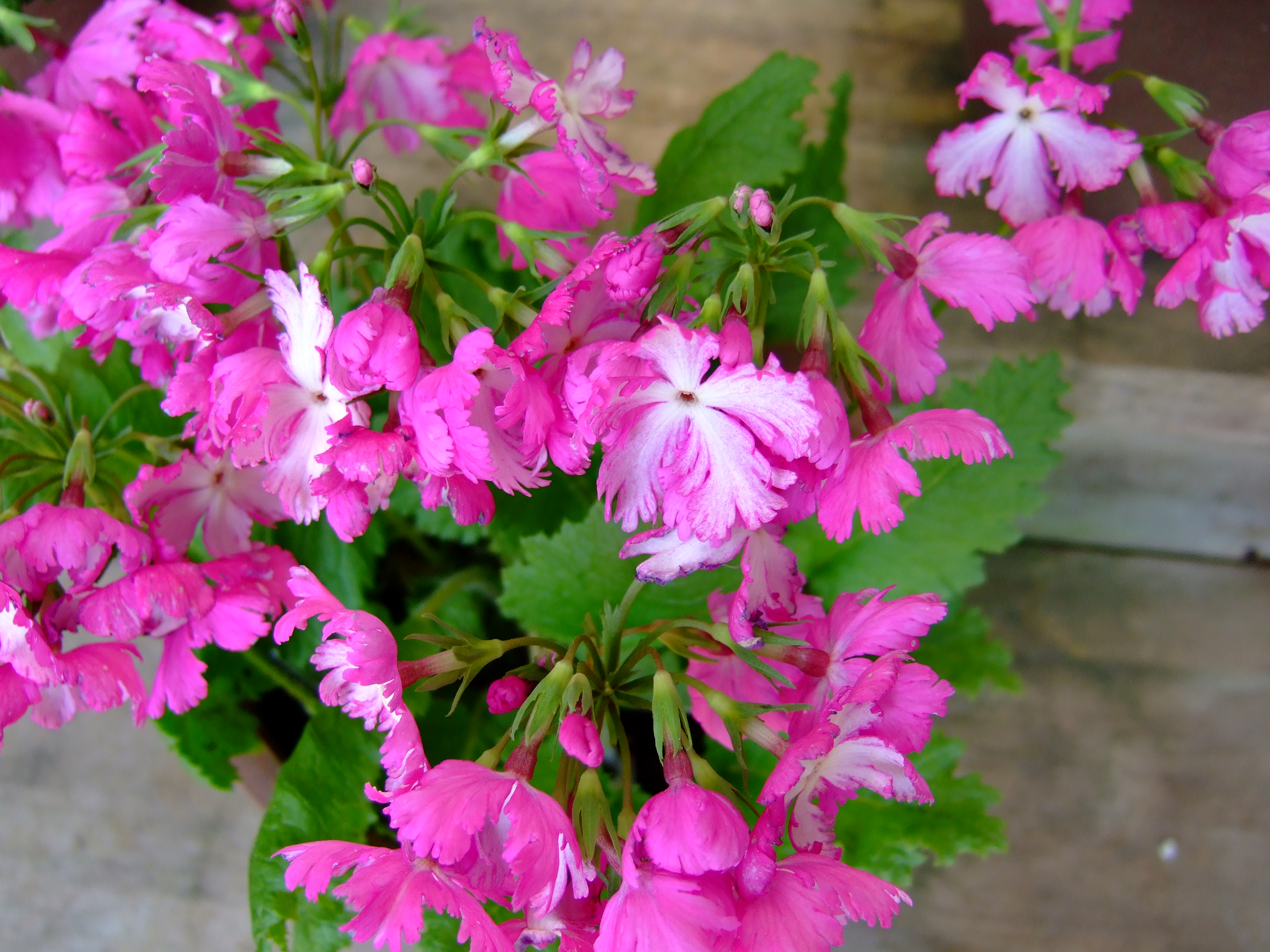
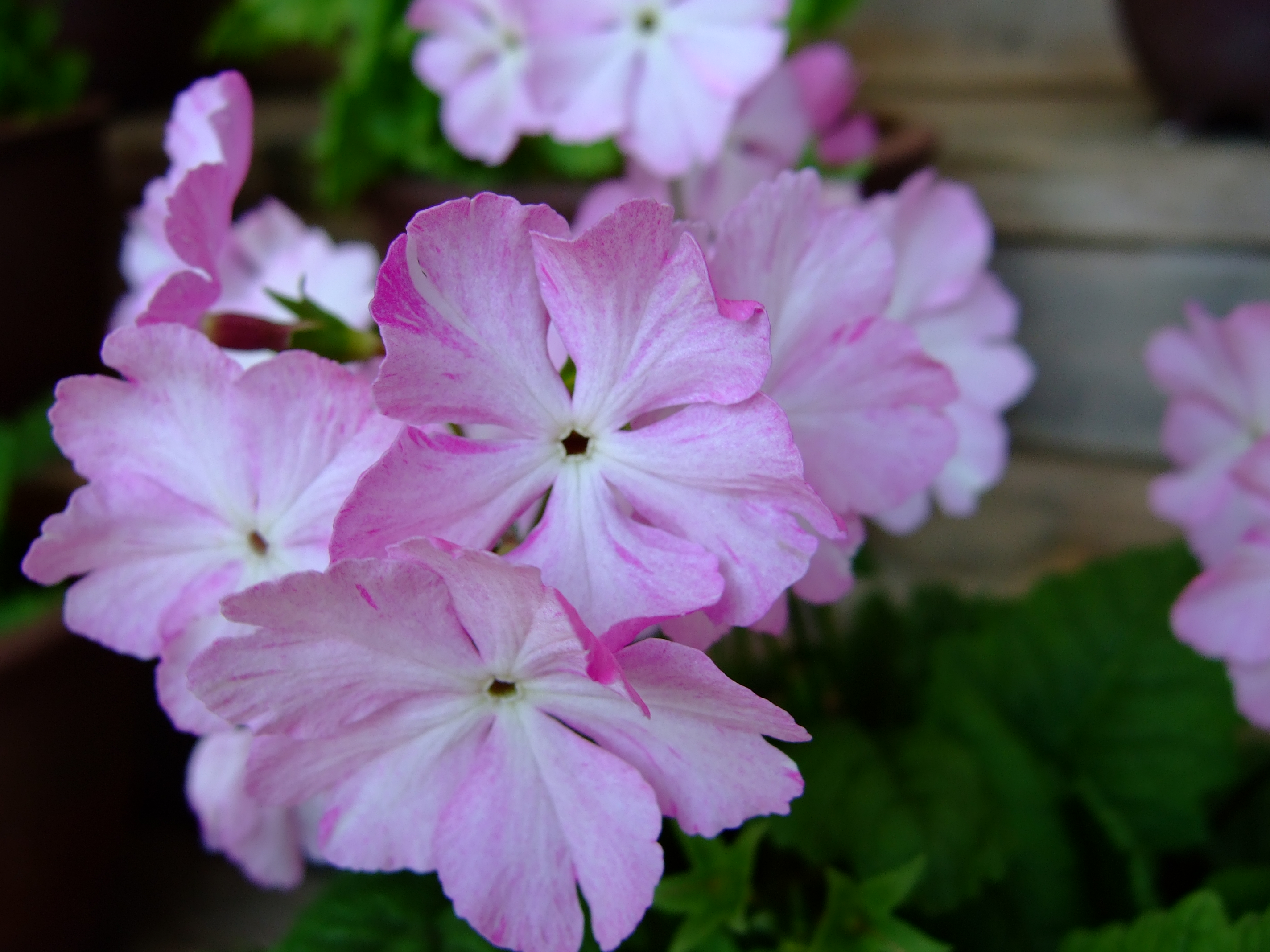
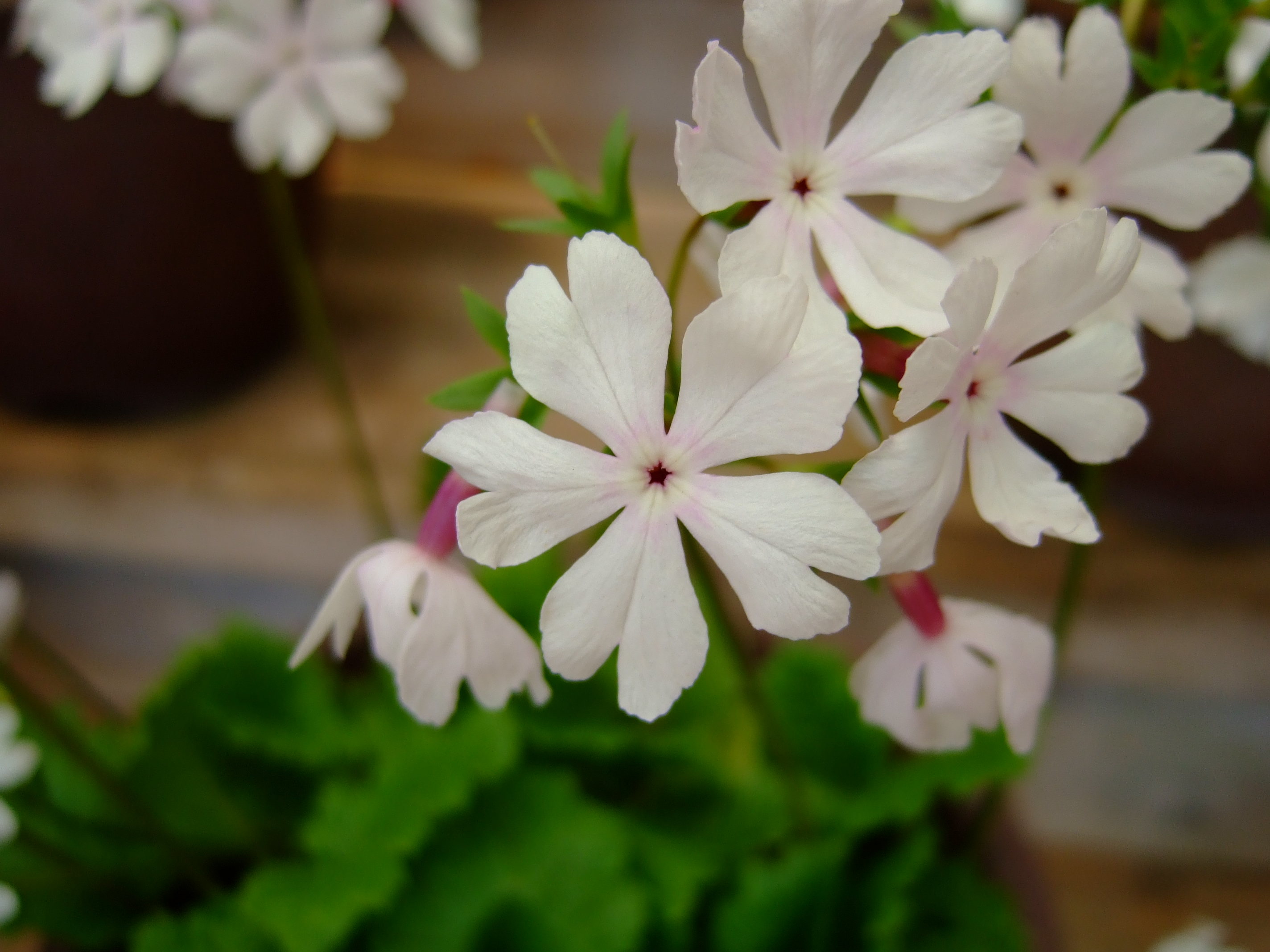
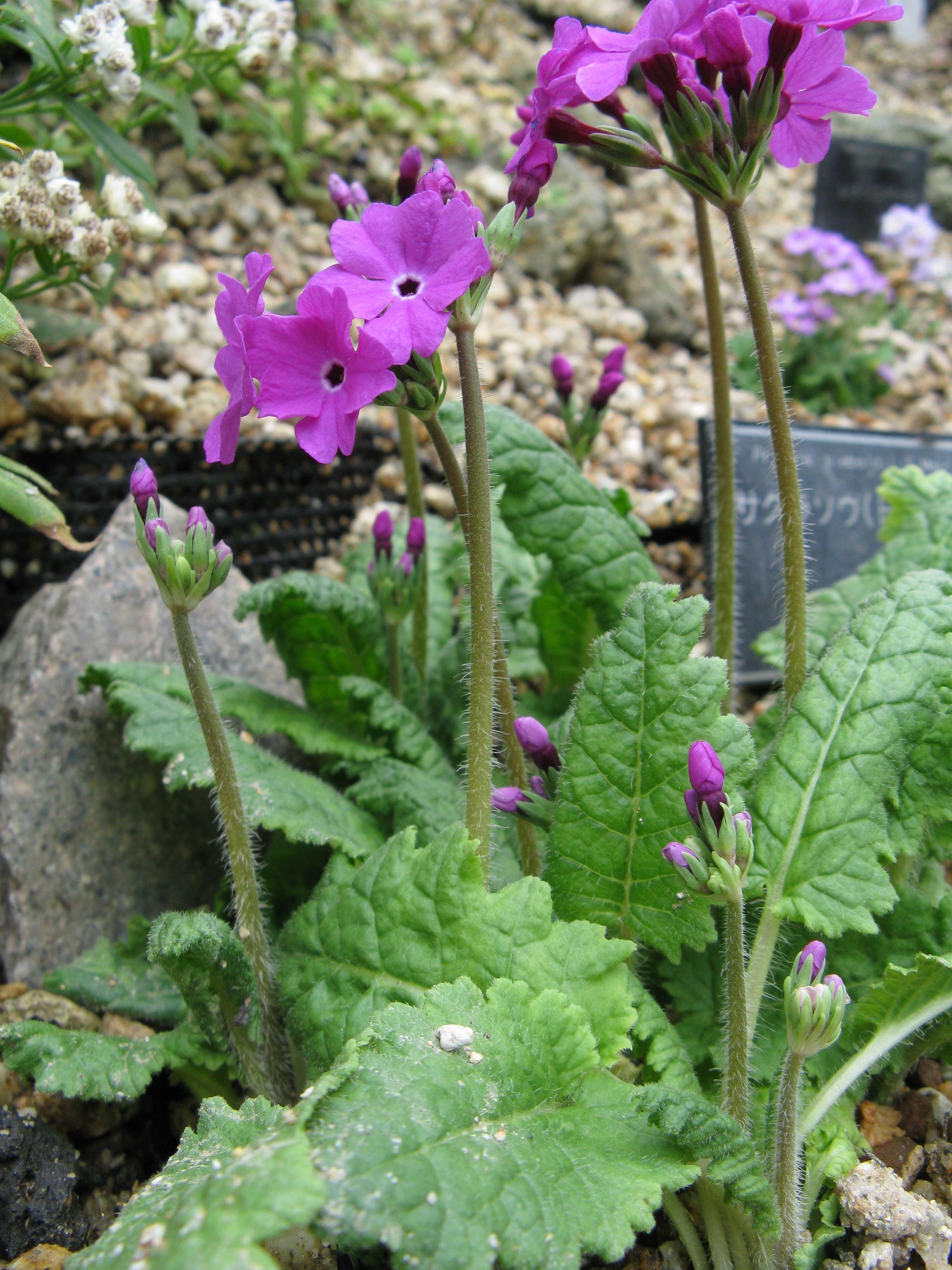
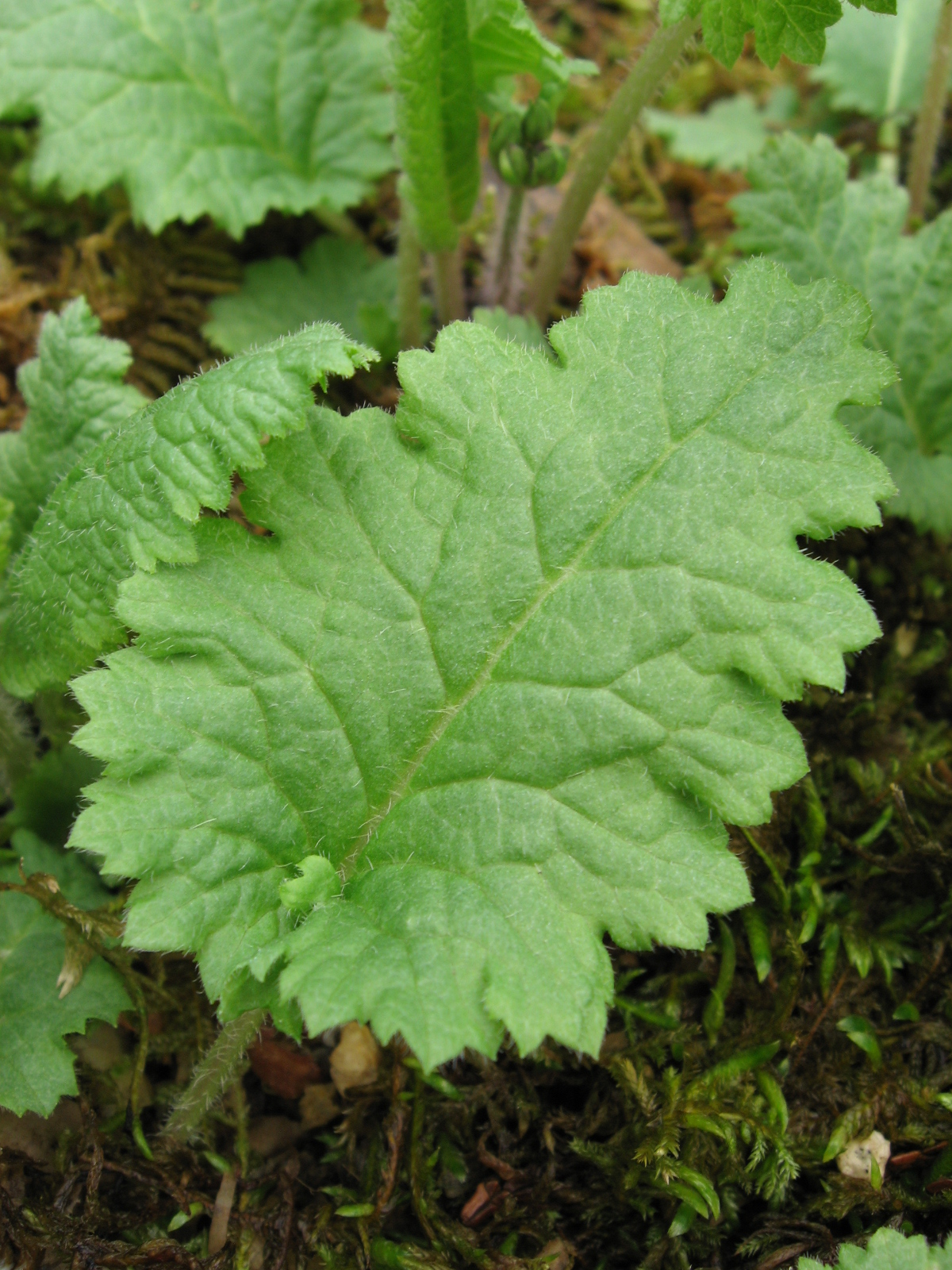
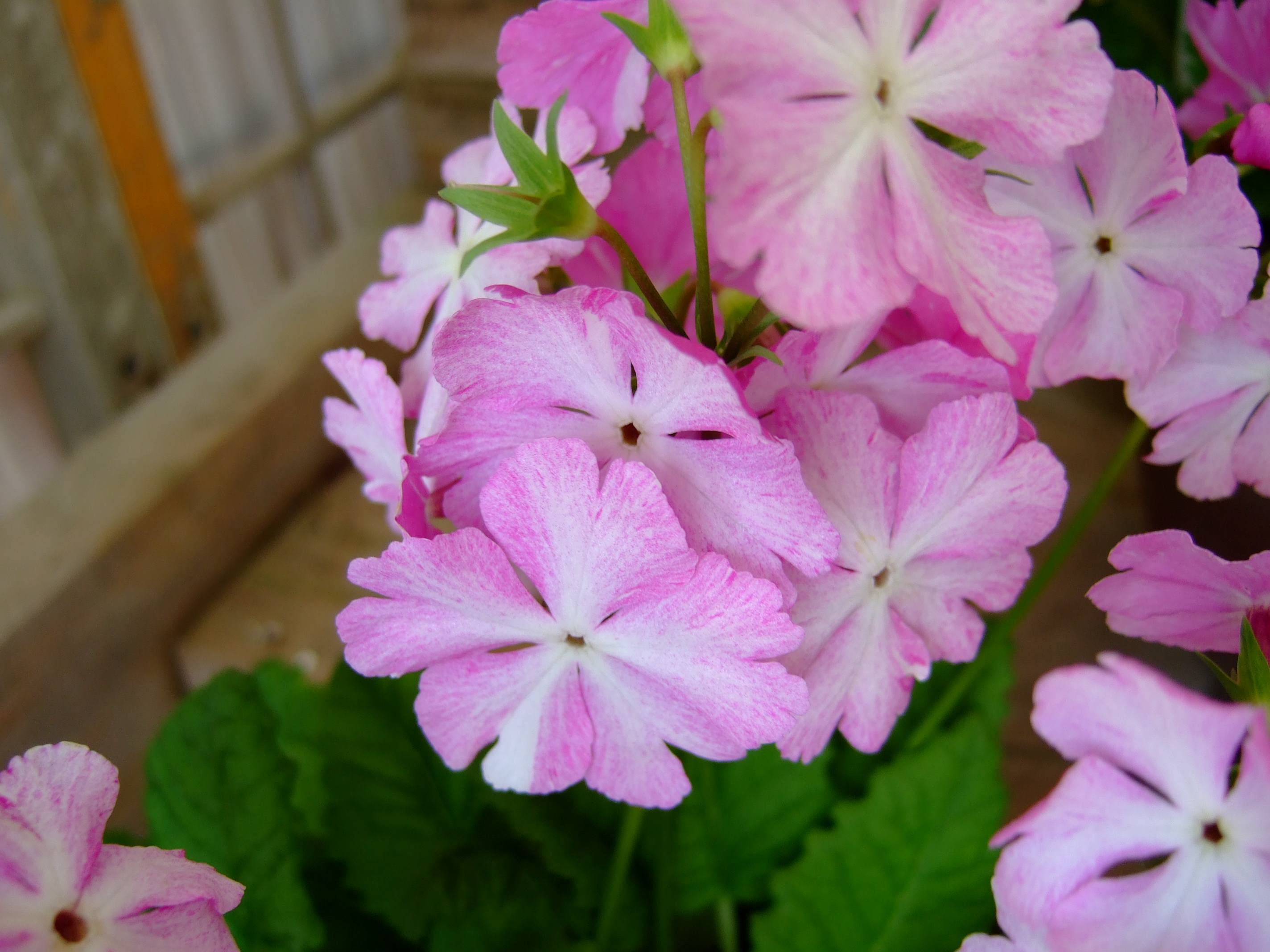